# Ritterella
Ritterella is een geslacht uit de familie Ritterellidae en de orde Aplousobranchia uit de klasse der zakpijpen (Ascidiacea).

## Soorten
- Ritterella aequalisiphonis (Ritter & Forsyth, 1917)
- Ritterella arenosa (Brewin, 1950)
- Ritterella asymmetrica Millar, 1966
- Ritterella chetvergovi Sanamyan & Sanamyan, 2002
- Ritterella circularis Monniot F., 1987
- Ritterella compacta Kott, 1992
- Ritterella cornuta Kott, 1992
- Ritterella dispar Kott, 1957
- Ritterella folium Monniot C. & Monniot F., 1991
- Ritterella glareosa Monniot F., 1974
- Ritterella iturupica Beniaminson, 1974
- Ritterella mirifica Monniot C. & Monniot F., 1983
- Ritterella multistigmata Kott, 1992
- Ritterella papillata Kott, 1992
- Ritterella prolifera (Oka, 1933)
- Ritterella pulchra (Ritter, 1901)
- Ritterella rete Monniot C. & Monniot F., 1991
- Ritterella rubra Abbott & Trason, 1968
- Ritterella sigillinoides (Brewin, 1958)
- Ritterella solida Monniot C., Monniot F., Griffiths & Schleyer, 2001
- Ritterella tamarae Sanamyan, 1998
- Ritterella tokioka Kott, 1992
- Ritterella vestita Millar, 1960
- Ritterella yamazii Tokioka, 1949

Niet geaccepteerde soorten:
- Ritterella clavata (Oka, 1933) → Placentela crystallina Redikorzev, 1913
- Ritterella gurjanovae Beniaminson, 1974 → Ritterella iturupica Beniaminson, 1974
- Ritterella herdmania Kott, 1957 → Ritterella tokioka Kott, 1992
- Ritterella pedunculata Tokioka, 1953 → Ritterella tokioka Kott, 1992
- Ritterella pedunculatum (Herdman, 1899) → Ritterella tokioka Kott, 1992
- Ritterella proliferus (Oka, 1933) → Ritterella prolifera (Oka, 1933)
- Ritterella tokiokai Kott, 1992 → Ritterella tokioka Kott, 1992